# Phalangodinella
Phalangodinella – rodzaj kosarzy z podrzędu Laniatores i rodziny Zalmoxidae liczący ponad 10 gatunków. Gatunkiem typowym jest Phalangodinella roeweri.

## Występowanie
Przedstawiciele rodzaju są znani wyłącznie z Wenezueli.

## Systematyka
Opisano 13 gatunków należących do tego rodzaju:
- Phalangodinella araguitensis M. A. González-Sponga, 1987
- Phalangodinella arida M. A. González-Sponga, 1987
- Phalangodinella bicalcanei M. A. González-Sponga, 1987
- Phalangodinella calcanei M. A. González-Sponga, 1987
- Phalangodinella callositas M. A. González-Sponga, 1987
- Phalangodinella caporiaccoi M. A. González-Sponga, 1987
- Phalangodinella coffeicola M. A. González-Sponga, 1987
- Phalangodinella longipes M. A. González-Sponga, 1987
- Phalangodinella pilosa M. A. González-Sponga, 1987
- Phalangodinella pittieri M. A. González-Sponga, 1987
- Phalangodinella roeweri Caporiacco, 1951
- Phalangodinella santaeroseae M. A. González-Sponga, 1987
- Phalangodinella tropophyla M. A. González-Sponga, 1987